# Онісі Тадао
Онісі Тадао (яп. 大西 忠生, нар. 18 квітня 1943, Кіото — пом. 29 червня 2006) — японський футболіст, що грав на позиції захисника.

## Клубна кар'єра
Грав за команду Міцубіши Моторс.

## Виступи за збірну
Дебютував 1969 року в офіційних матчах у складі національної збірної Японії. У формі головної команди країни зіграв 1 матч.

## Статистика
Статистика виступів у національній збірній.
| Збірна Японії | Збірна Японії | Збірна Японії |
| Роки          | Ігри          | голи          |
| ------------- | ------------- | ------------- |
| 1969          | 1             | 0             |
| Усього        | 1             | 0             |